# Alba de Céspedes
Pour les articles homonymes, voir Céspedes.
Alba de Céspedes, née à Rome (Italie) le 11 mars 1911 et morte à Paris (France) le 14 novembre 1997, est une écrivaine italienne.

## Biographie
Alba de Céspedes naît à Rome en 1911. Son père Carlos Manuel de Céspedes y Quesada est ministre plénipotentiaire de Cuba en Italie, sa mère est italienne. Son grand-père paternel, Carlos Manuel de Cèspedes y del Castillo, a été le premier président de Cuba. Le milieu familial dans lequel elle grandit, imprégnée de politique, bilingue italo-espagnol, aura une grande influence sur son œuvre en langue italienne.
Elle publie un premier recueil d'histoires courtes, L'anima degli altri (en français : L'Âme des autres) à vingt-quatre ans. En 1938, son premier roman Nessuno torna indietro (version française : Nul ne revient sur ses pas, 1949) est publié par Arnoldo Mondadori, avec qui elle se lie d'une solide amitié et qui la soutient souvent dans des moments difficiles, ou du moins tendus, par exemple lorsque le régime fasciste censure son premier livre et en demande le retrait des tablettes, ce qu'Arnoldo Mondadori refuse.
Le personnage féminin du livre, décrit comme une femme intelligente et autonome, contraste avec l'image idéalisée de la femme soumise et féconde proposée par le régime fasciste. Le livre est un succès malgré ces difficultés, car il parvient à sortir des frontières de l'Italie pour devenir un livre à succès international[réf. souhaitée].
En 1940, elle publie le roman Fuga (en français : Fuite), et en 1943, elle participe activement à la résistance en Italie pendant la Seconde Guerre mondiale, où elle prête sa voix à des émissions radiophoniques en utilisant le pseudonyme Clorinda. En 1944, elle fonde la revue littéraire Mercurio, qui publie, dès ses premiers numéros, des textes d'Moravia, Hemingway, de Massimo Bontempelli et Sibilla Aleramo, ainsi que des illustrations de Mino Maccari, Toti Scialoja (it) et Vespignani. Au début de l'après-guerre, elle rencontre et établit des amitiés durables avec Paola Masino, Anna Banti, Maria Bellonci, Elio Vittorini, Vitaliano Brancati, Aldo Palazzeschi et Corrado Alvaro. À la fermeture du Mercurio à la fin de 1948, elle commence à collaborer avec l'hebdomadaire Epoca pour lequel elle écrit une rubrique intitulée Dalla parte di lei (en français : Du côté des femmes), ainsi qu'avec le quotidien La Stampa, pour ensuite se dédier presque entièrement, entre 1949 et 1963, à sa passion pour les livres. Elle publie encore : Elles (titre original Dalla parte di lei, 1949), suivi de Le Cahier interdit (titre original Quaderno proibito, 1952), Avant et après (titre original : Prima e dopo, 1955) et Le Remords (titre original : Il rimorso, 1962), critique mordante de la classe intellectuelle.
En 1967, De Céspedes publie La bambolona à Paris, où elle habite depuis 1960, et elle écrit en français Sans autre lieu que la nuit (1973), qui sera ensuite traduit en italien sous le titre Nel buio della notte en 1976.

## Thématique
Par excès de simplification, les historiographes culturels et la critique littéraire commettent parfois l'erreur de reléguer cette écrivaine dans la catégorie roman d'amour, catégorie souvent considérée comme péjorative. Au contraire, Alba de Céspedes fut une intellectuelle vivace et créative, une artiste des mots et de l'action, une communicatrice moderne, dotée d'un grand talent littéraire supporté par une intelligence dynamique toujours en contact avec la réalité, exprimant sa vocation artistique par l'écriture de romans avant tout, mais aussi par l'écriture de journaux, par la scénarisation télévisuelle, par la conception de programmes radiophoniques et par des textes théâtraux, en plus de l'engagement politique et de la création de revues culturelles.
De Céspedes est une figure marquante du XXe siècle littéraire européen, une femme tenace, une intellectuelle engagée, une écrivaine qui refuse de se soumettre à des modèles préétablis et imposés. Son parcours créatif s'est fondé sur deux piliers : celui du style et celui de l'inéluctable désir de liberté.
Elle a choisi diverses formes d'expressions et sa vie est documentée comme la trame de l'un de ses romans, à travers divers papiers et documents qu'elle a elle-même amassés et conservés tout au long de sa vie : lettres, traductions, notes, manuscrits, billets et photographies dont elle a fait don aux Archives réunies des femmes (en italien : Archivi riuniti delle donne) de Milan seulement huit jours avant sa mort, comme par un étrange pressentiment. Ces papiers, classés comme des notes, racontent les événements tant humains que littéraires de sa vie et témoignent des raisons profondes de son long travail, traçant le portrait d'une femme qui, dans un élan passionné et raffiné d'écriture, a raconté l'Histoire tout en l'interrogeant.

## Œuvres
- Nul ne revient sur ses pas (titre original : Nessuno torna indietro), roman traduit par Juliette Bertrand, Albin Michel, 1949, 392 p.
- Elles (titre original : Dalla parte di lei, 1949)
- Le Cahier interdit (titre original : Quaderno proibito, 1952)
- Avant et après (titre original : Prima e dopo, 1955)
- Journée d'août (titre original : Invito a pranzo, 1955)
- Le Remords (titre original : Il rimorso, 1963)
- La Bambolona (titre original : La bambolona, 1967)
- Chansons des filles de mai, poèmes écrits en français, Le Seuil, 1968 (traduit en italien par l’auteur, Le ragazze di maggio, 1970, bilingue)
- Sans autre lieu que la nuit écrit en français, 1973 (traduit en italien par l'auteur, Nel buio della notte, 1976)

## Adaptations

### Au cinéma
- 1945 : Sept femmes, sept destins (Nessuno torna indietro) d'Alessandro Blasetti
- 1954 : Un siècle d'amour (Cento anni d'amore) de Lionello De Felice, segment Les Dix Dernières Minutes (Gli ultimi dieci minuti)
- 1955 : Femmes entre elles (Le amiche) de Michelangelo Antonioni
- 1968 : La bambolona de Franco Giraldi

### À la télévision
- 1980 : Quaderno proibito (it) de Marco Leto
- 1987 : Nessuno torna indietro (it) de Franco Giraldi